# Simon Rennie
Simon Rennie (ur. 29 kwietnia 1980 w Coventry) – inżynier wyścigowy Roberta Kubicy w sezonie 2010. Obecnie pracuje w zespole Red Bull Racing.

## Życiorys
Simon Rennie zaczął pracę w Formule 1 z Renault F1 w 2006 roku kiedy był inżynierem wyścigowym hiszpańskiego kierowcy Fernando Alonso, Alonso wtedy zdobył swój drugi tytuł mistrzowski w Formule 1.
W 2007 roku pracował dla Renault F1 jako inżynier wyścigowy fińskiego kierowcy Heikkiego Kovalainena.
W 2008 roku ponownie pracował dla Fernando Alonso w Renault F1, w 2009 roku był inżynierem wyścigowym Fernando Alonso.
W 2010 roku był inżynierem wyścigowym polskiego kierowcy Roberta Kubicy w Renault F1 Team.
W 2011 roku był inżynierem Nicka Heidfelda, a następnie Bruna Senny, który zastąpił kontuzjowanego Roberta Kubicę w zespole Lotus Renault GP.
W 2012 roku był jednym z dwóch inżynierów Kimiego Räikkönena w zespole Lotus F1 Team.
W 2013 roku dołączył do zespołu Red Bull Racing, gdzie zastąpił Ciarona Pilbeama na stanowisku inżyniera wyścigowego Marka Webbera.
W latach 2014–2018 był inżynierem Daniela Ricciardo w zespole Red Bull Racing.